# المزين (الرجم)

تعديل مصدري - تعديل

المزين هي إحدى قرى عزلة العزكي بمديرية الرجم التابعة لمحافظة المحويت، بلغ تعداد سكانها 165 نسمة حسب تعداد اليمن لعام 2004.